# Jaap van den Berge
Jacob Willem (Jaap) van den Berge (Goes, 25 mei 1948) is een Nederlands jurist, fiscalist en raadsheer in buitengewone dienst in de Hoge Raad der Nederlanden.
Van den Berge volgde de HBS-B in zijn geboorteplaats Goes. Daarna studeerde hij fiscaal recht aan de Universiteit Leiden van 1965 tot 1970, in 1980 aangevuld met een doctoraal in het strafrecht. Hij was enige jaren wetenschappelijk medewerker aan de Universiteit Leiden — het beoogde proefschrift kwam er uiteindelijk niet — waarna hij in 1974 adjunct-inspecteur der Rijksbelastingen werd bij de Belastingdienst, twee jaar later gevolgd door promotie tot inspecteur. In 1979 werd hij gerechtsauditeur bij de Hoge Raad, in het kader van de oprichting van een wetenschappelijk bureau.
Na vijf jaar bij de Hoge Raad te hebben gewerkt wilde Van den Berge overstappen naar de rechterlijke macht. Omdat de belastingrechtspraak toen nog bij de gerechtshoven was ondergebracht en gerechtsauditeurs niet zomaar raadsheer bij een gerechtshof konden worden, moest hij eerst een paar jaar bij een rechtbank werken. Daartoe studeerde hij tijdens zijn tijd als gerechtsauditeur strafrecht te Leiden, waarna hij uiteindelijk in 1984 rechter bij de Rechtbank Rotterdam werd. Drie jaar later werd hij raadsheer bij het Gerechtshof Amsterdam, waar hij zich bezig hield met zowel straf- als belastingrecht.
Op 1 oktober 1992 werd Van den Berge benoemd tot advocaat-generaal bij de Hoge Raad, een functie die hij ruim acht jaar zou uitoefenen. Na een paar jaar als advocaat-generaal werd hij gevraagd om raadsheer te worden, maar hij weigerde enige jaren. Op 30 oktober 2000 werd hij uiteindelijk voorgedragen voor benoeming in verband met het vertrek van Richard Jansen, die als vicepresident werd opgevolgd door Gertjan Zuurmond. De benoeming volgde op 2 februari 2001. Toen Anne van der Putt-Lauwers ontslag nam, volgde Van den Berge haar per 1 september 2006 op als vicepresident en voorzitter van de Belastingkamer. Hij bleef ruim zeven jaar vicepresident, totdat hij op 1 april 2013 ontslag nam en raadsheer in buitengewone dienst werd; de vrijgekomen plaats van vicepresident werd opgevuld door Maarten Feteris.
Bestuur van de Hoge Raad:
G. de Groot (president) · M.V. Polak · M.J. Kroeze ·  V. van den Brink · J. de Hullu · R.J. Koopman · M.E. van Hilten (vicepresidenten)

Eerste kamer:
G. de Groot · 
M.V. Polak · 
M.J. Kroeze (vzrs.) · 
A.E.B. ter Heide ·
F.J.P. Lock · 
G.C. Makkink · 
C.E. du Perron · 
F.R. Salomons · 
S.J. Schaafsma · 
C.H. Sieburgh · 
T.H. Tanja-van den Broek · 
K. Teuben · 
H.M. Wattendorff

Tweede kamer:
V. van den Brink · 
M.J. Borgers (vzrs.) · 
Y. Buruma · 
C. Caminada · 
J.C.A.M. Claassens · 
C.N. Dalebout · 
T. Kooijmans · 
M. Kuijer · 
A.E.M. Röttgering ·
A.L.J. van Strien ·
T.B. Trotman

Derde kamer:
M.E. van Hilten · 
J.A.R. van Eijsden (vzrs.) · 
M.T. Boerlage ·
P.A.G.M. Cools ·
E.F. Faase · 
M.W.C. Feteris · 
M.A. Fierstra · 
R.J. Koopman ·
E.N. Punt ·
A.E.H. van der Voort Maarschalk · 
J. Wortel

J.E.M. Polak (i.b.d.) · 
H.G. Sevenster (i.b.d.) · 
C.J. Borman (i.b.d.)

Parket:
F.W. Bleichrodt (procureur-generaal) · 
M.H. Wissink (plv. procureur-generaal) · 

Advocaten-generaal civiel:
B.F. Assink · 
R.H. de Bock · 
B.J. Drijber · 
T. Hartlief · 
F.F. Langemeijer (i.b.d.) · 
S.D. Lindenbergh · 
M.L.C.C. Lückers · 
G.R.B. van Peursem · 
E.B. Rank-Berenschot · 
G. Snijders · 
W.L. Valk · 
P. Vlas · 
E.M. Wesseling-van Gent 

Advocaten-generaal straf:
D.J.C. Aben · 
P.M. Frielink · 
A.E. Harteveld · 
E.J. Hofstee · 
B.F. Keulen · 
D.J.M.W. Paridaens · 
T.N.B.M. Spronken · 
P.C. Vegter (i.b.d.)

Advocaten-generaal belasting:
C.M. Ettema · 
R.L.H. IJzerman · 
R.E.C.M. Niessen · 
P.J. Wattel
- Gemeinsame Normdatei: 1042382077
- International Standard Name Identifier: 0000 0003 9701 6510
- Nederlandse Thesaurus van Auteursnamen: 069027544
- Virtual International Authority File: 292112270
- WorldCat: E39PBJrck9GDkkqgRrkCDfxbh3